# Aufbruch für Bürgerrechte, Freiheit und Gesundheit
Aufbruch für Bürgerrechte, Freiheit und Gesundheit (Kurzbezeichnung: AUFBRUCH) ist eine ehemalige deutsche Kleinpartei.

## Inhaltliches Profil

### Umweltpolitik
Der Aufbruch sprach sich für den Ausstieg aus der Atomenergie sowie gegen Massentierhaltung und Tierversuche aus. 

### Gesundheitspolitik
Der Aufbruch forderte eine grundlegende Reform des Gesundheitswesens mit „Naturmedizin für alle auf Krankenschein“ und einen Stopp des Ausbaus der Mobilfunknetze. Man kritisierte,  dass in den Hochtechnologien Profit weit vor Gesundheit und Natur herrsche und  forderte, dass Mensch und Umwelt bei jeder technologischen Entwicklung absoluten Vorrang haben müssen.

### Innenpolitik
Die Partei Aufbruch hatte das Ziel zu einer bundesweit auftretenden Volkspartei zu werden, die sich einer bürgernahen, der Volksherrschaft und Redlichkeit verpflichteten Neue Ethik in Politik, Wirtschaft und Wissenschaft verpflichtet sah.

## Geschichte
Die Partei wurde im Mai 1998 gegründet. Vorsitzender war der 2012 verstorbene Münchner Arzt Hans Christoph Scheiner, der vor allem bekannt geworden ist als Unterstützer von Bürgerinitiativen im Kampf gegen Mobilfunkanlagen.
- 1998: Gründung der Partei Aufbruch, insbesondere wegen der Immunität der europäischen Polizeibehörde „Europol“ und des  Eindrucks, dass keine andere Partei für die Naturmedizin eintritt.
- 1998–2002: Öffentlichkeitsarbeit im ganzen Bundesgebiet mit weit über 200 Vorträgen und Info-Veranstaltungen zu den Themen Mobilfunkgefahr, Erhalt der Naturheilkunde mit ihrem immenses Einsparpotenzial und dadurch grundlegend verbesserte Volksgesundheit,  sowie Schutz der Bürger- und Menschenrechte.
- 2002: Teilnahme des Bayerischen Landesverbandes an der Bundestagswahl mit TV- und Radiospots und Auftritten in den Medien und der breiten Öffentlichkeit, auch mittels „Basisarbeit“ in Fußgängerzonen, Diskussionsgruppen, auch „Infotainment“ mittels Konzerten, Text- und Liederabenden etc. 4697 Zweitstimmen entsprechen weniger als 0,01 %.
- 2003: Teilnahme an der Bayerischen Landtagswahl
- 2004: Teilnahme des Aufbruch an der Wahl zum Europäischen Parlament. Vier TV-Spots in ARD und ZDF und mehrere Radiospots. Etwa 45.000 Bürger geben dem Aufbruch bundesweit ihre Stimme. Teilnahme an der Landtagswahl in Sachsen als erstem großen Auftritt des Aufbruch in den neuen Bundesländern. Wahlergebnis insgesamt 0,5 %.
- 2005–2006: Weitere geografische Ausdehnung des Aufbruch von Bayern nach Baden-Württemberg, Rheinland-Pfalz, Nordrhein-Westfalen und Sachsen.
- 2006: Teilnahme an der Landtagswahl in Rheinland-Pfalz. TV-Spot wurde am Hambacher Schloss, gedreht. Erscheinen der Parteizeitung Der Aufbruch als „Organ der Demokratie“.
- 2009: Teilnahme des Aufbruch an der Wahl zum Europäischen Parlament.
- 2012: Tod des Parteigründers und Vorsitzenden Hans Christoph Scheiner, danach sind keine Aktivitäten der Partei mehr wahrnehmbar.

## Wahlergebnisse

### Europawahlen
- Europawahl 2004: 0,2 %
- Europawahl 2009: 0,1 %

### Landtagswahlen
- Bayern: 2003 0,1 %
- Sachsen: 2004 0,5 %
- Rheinland-Pfalz: 2006 0,1 %